# Neozoarces steindachneri
Neozoarces steindachneri és una espècie de peix de la família dels estiquèids i de l'ordre dels perciformes.
Fa fins a11 cm de llargària màxima. És un peix marí, demersal (fins als 10 m de fondària) i de clima temperat, que viu al Pacífic nord-occidental als alguers costaners de les illes de Sakhalín i de Hokkaido a la mar d'Okhotsk, el litoral pacífic de Hokkaido, la mar del Japó a Rússia des de l'estret de Tatària fins a la badia de Pere el Gran, i el Japó des de la prefectura d'Aomori en direcció nord.
És inofensiu per als humans.